# Quidditch
Cet article traite du sport fictif de l'univers de Harry Potter. Pour le véritable sport qui en est inspiré, voir Quidditch moldu.
Pour un article plus général, voir Univers de Harry Potter.
Le Quidditch est un sport mixte de balle, issu de l'univers imaginaire de J. K. Rowling pour la saga Harry Potter. Chaque équipe est formée de sept joueurs chevauchant des balais volants, l'objectif étant de marquer plus de points que l'adversaire en marquant un maximum de buts et en attrapant une balle magique, le Vif d'or. Un match peut durer quelques minutes, comme plusieurs mois.

## Histoire fictive

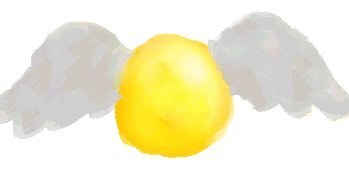
Vif d'or

La première utilisation des balais volants daterait d'avant 962. Bien que les premières courses annuelles ont vu le jour au Xe siècle en Suède, les bases du Quidditch ont été créées au XIe siècle, dans les marais de Queerditch. En 1269, lors d'un match, le chef du Conseil des sorciers, Barberus Bragge, libère sur le terrain un vivet doré (un oiseau sphérique, très rapide et très mobile) et annonce que le joueur qui l'attrapera remportera la somme de cent cinquante gallions. Au XIVe siècle, il devient interdit d'utiliser les vivets au Quidditch, qui sont alors remplacés par un Vif d'or, une minuscule balle ensorcelée munie de deux ailes.
En 1473, a lieu la première coupe du monde de Quidditch. La finale oppose la Transylvanie et la Flandre. La Coupe d'Europe est créée dix ans plus tard.
En 1883, les paniers pour marquer les buts sont remplacés par des anneaux d’or. Quelques années plus tard, en 1921, un sorcier du nom de Roderick Plumpton marque à son tour l'histoire de ce sport en attrapant le Vif d’or en trois secondes et demie.
Le Quidditch à travers les âges, de Kennilworthy Whisp, est publié aux éditions WhizzHard Books en 1952.
Selon le personnage d'Olivier Dubois, le match de Quidditch le plus long de l'histoire aurait duré trois mois. Dans le jeu mobile Harry Potter : Secret à Poudlard, d'après une question de cours de Quidditch, le match le plus long aurait duré six mois.

## Caractéristiques

### Formation d'une équipe

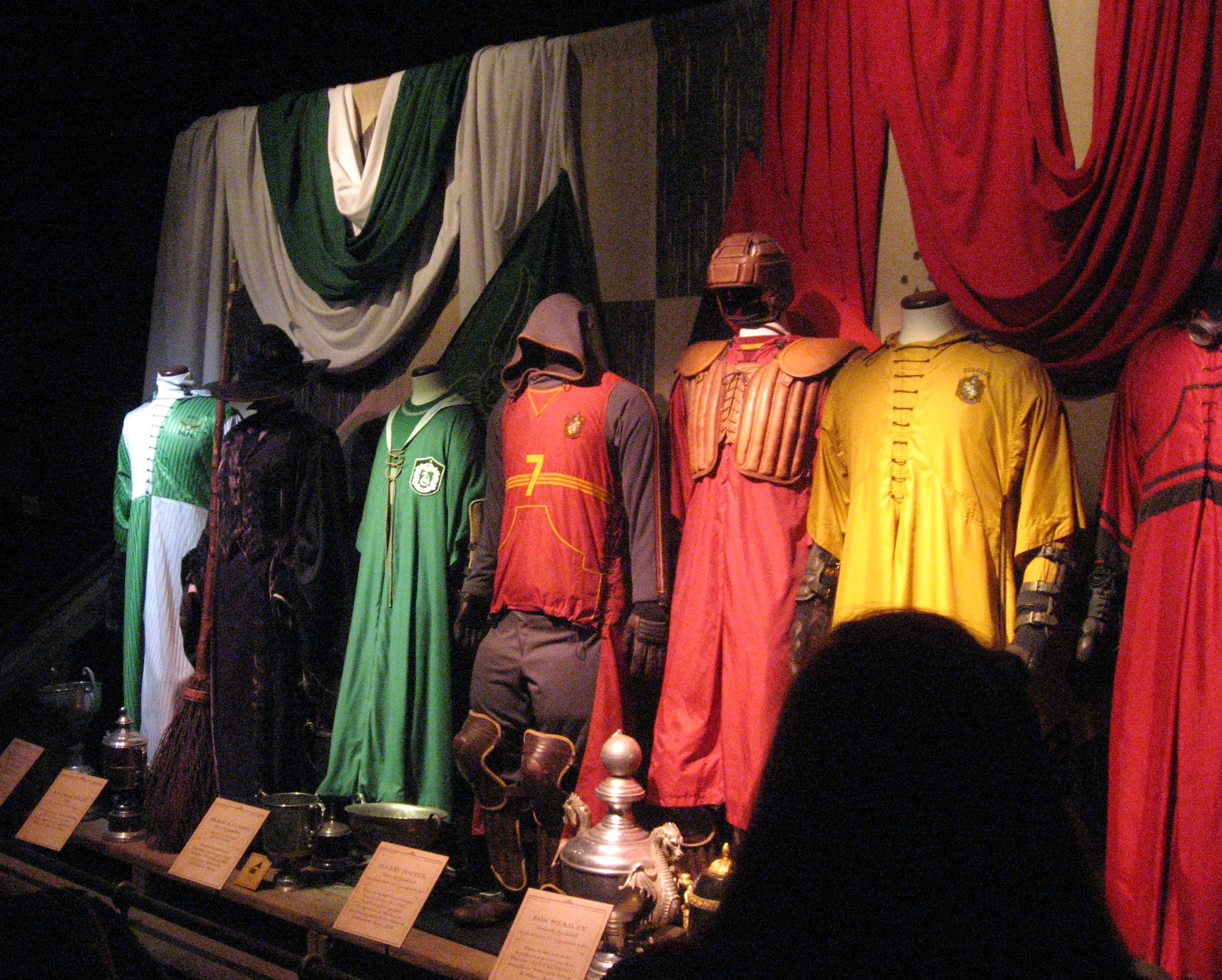
Tenues de Quidditch portées par les acteurs des films Harry Potter (exposition à la Cité du Cinéma).

Chaque équipe est composée de sept joueurs ainsi répartis :

#### Trois poursuiveurs[11]
Ils se passent le souafle pour tenter de marquer des buts dans l'un des trois cercles d'or. Le but vaut dix points. Dans l'équipe de Gryffondor, ce sont Angelina Johnson, Alicia Spinnet et Katie Bell qui occupent ces postes dans les premiers tomes.

#### Deux batteurs
Ils sont armés d'une batte, frappent les cognards pour éviter qu'ils n'attaquent leurs coéquipiers et les renvoient sur les joueurs adverses. Ce sont des joueurs qui doivent avoir une grande force physique. Dans l'équipe de Gryffondor, ce sont Fred et George Weasley qui occupent ces postes (toujours dans les premiers tomes).

#### Le gardien[11]
Il protège les trois cercles d'or pour empêcher les poursuiveurs adverses de marquer des buts. Il peut aussi sortir de sa zone pour aller prêter main-forte aux poursuiveurs, mais il laisse alors ses anneaux sans protection. Dans l'équipe de Gryffondor, c'est Olivier Dubois (également capitaine de l'équipe jusqu'au tome 3) qui occupe ce poste.

#### L'attrapeur
Son rôle est de rechercher puis attraper le Vif d'or, tout en empêchant l'attrapeur adverse de faire de même. Il rapporte ainsi cent-cinquante points et met fin au match, permettant dans la majorité des cas de le remporter. Il doit être notamment léger et rapide. Harry Potter est l'attrapeur de l'équipe de Gryffondor, (sauf lors de sa cinquième année après s'être fait exclure par Dolores Ombrage).

### Terrain
Le terrain de Quidditch réglementaire est un ovale de 500 pieds de long et 180 pieds de large (environ 152 mètres sur 55 mètres) avec un cercle tracé en son centre. Des gradins sont placés tout autour du terrain afin que les spectateurs puissent suivre le match.
Les buts sont constitués d'anneaux d'or placés au sommet de grands poteaux de quinze mètres de hauteur, rappelant « ces bâtonnets en plastique à travers lesquels les enfants moldus soufflent des bulles ». Il y en a trois de chaque côté du terrain. Ces poteaux sont placés dans une zone de but ; seul le poursuiveur en possession du souafle peut entrer dans cette zone.
Lors du tournoi des Trois Sorciers dans Harry Potter et la Coupe de feu, le labyrinthe de la troisième épreuve est situé sur le terrain de Quidditch de l'école. Celui-ci est remis en place à la fin du tournoi.

### Équipement
Les joueurs se passent, attrapent ou évitent différentes balles en se déplaçant sur des balais volants. Il y a trois formes de balles de différentes fonctions : le souafle, le cognard et le Vif d'or.

#### Souafle
Le souafle (en anglais quaffle) est une balle rouge vif, d'une taille comparable à celle d'un ballon de football et légèrement plus grosse qu'un cognard. Les poursuiveurs de chaque équipe l'utilisent pour marquer des buts. Il n'est pas ensorcelé et est assez léger pour que les poursuiveurs puissent se faire des passes.

#### Cognard
Les cognards (en anglais bludgers), autrefois appelés « cognoirs », sont des balles noires en fer légèrement plus petites que le souafle. Deux cognards sont lancés simultanément lors d'un match de quidditch.
Les cognards sont ensorcelés pour se lancer d'eux-mêmes à la poursuite du joueur le plus proche, pour le faire dévier de sa trajectoire ou le frapper et ainsi perturber sa progression. Le rôle des batteurs est de protéger les joueurs de leur équipe des attaques des cognards et de renvoyer ces balles dans le camp d'en face à l'aide de battes.
Ils peuvent étourdir quelqu'un pendant plusieurs jours.

#### Vif d'or

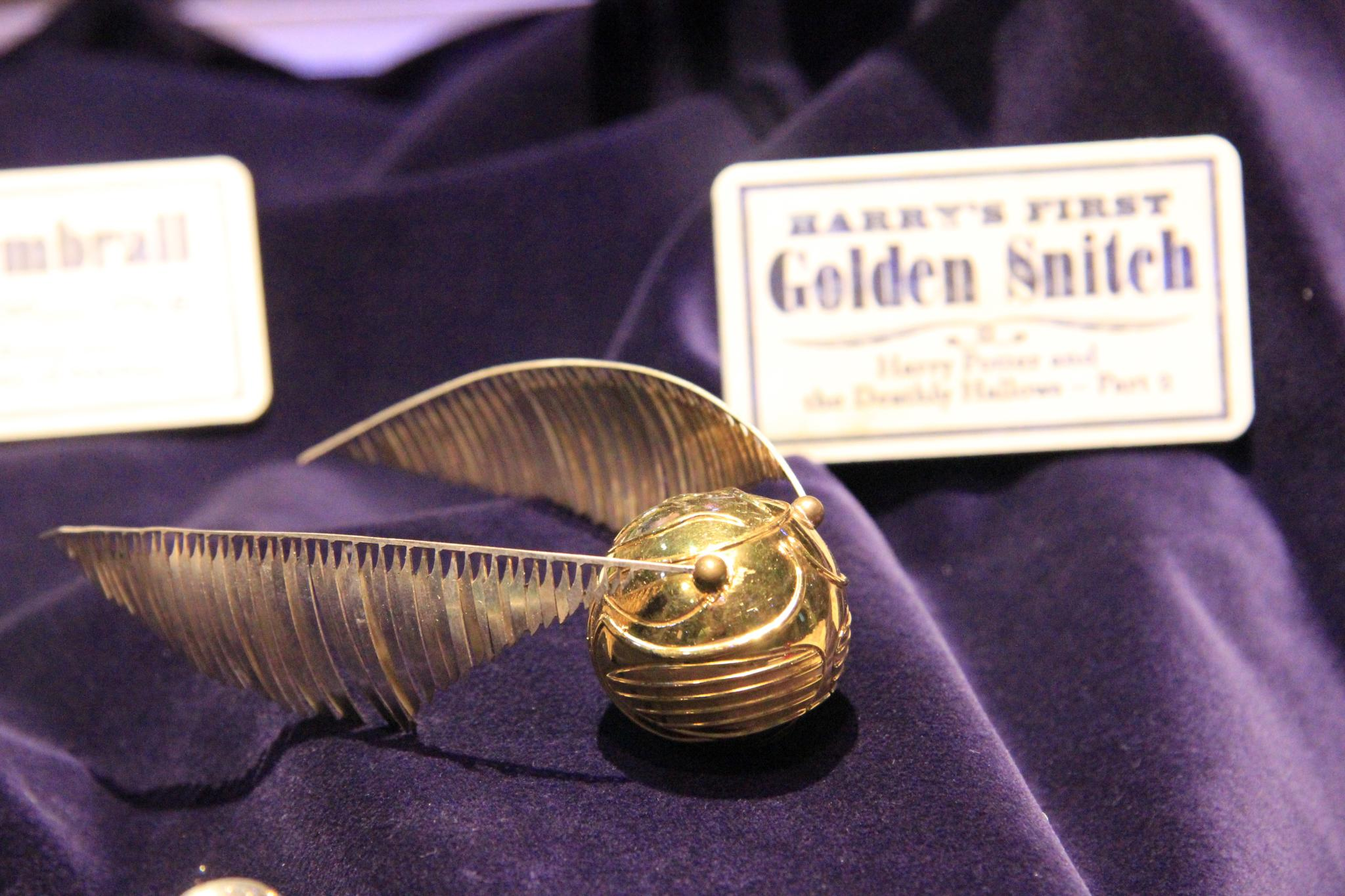
Vif d'or utilisé pour les films Harry Potter.

Le Vif d'or (en anglais golden snitch), la plus petite des balles, a la taille d'une noix et possède des petites ailes en argent qui lui permettent de virevolter. Comme son nom l'indique, la balle en elle-même est en or. Il est spécialement ensorcelé pour pouvoir échapper le plus longtemps possible aux attrapeurs. Lorsqu'un attrapeur saisit le Vif d'or, il met fin au match et fait gagner cent cinquante points d'un coup à son équipe, lui assurant généralement la victoire.
Le Vif d'or n'est jamais touché par son fabricant, qui porte des gants. Il a en effet une mémoire tactile qui lui permet d'identifier la première personne qui le touche. Ainsi, on peut facilement désigner l'attrapeur qui a mis la main dessus en premier, en cas de contestation.
Dumbledore se sert de la mémoire tactile du premier Vif d'or attrapé par Harry pour lui permettre de découvrir la pierre de résurrection (l'une des Reliques de la Mort).

##### Origine
À l'origine, au XIIIe siècle, les attrapeurs (appelés les « chasseurs ») devaient saisir et tuer un petit animal, le vivet doré, afin de pouvoir gagner 150 gallions d'or et mettre fin au match (plus tard, il s'agira de 150 points). Les spectateurs se chargeaient alors d'empêcher l'oiseau de sortir du terrain en lui lançant des sortilèges de repoussement.
Le vivet doré est un minuscule oiseau sphérique aux plumes dorées, très agile, pouvant se montrer très rapide et très mobile. En général, l'oiseau mourait dès qu'il se faisait attraper par un joueur, si bien qu'il était en voie d'extinction avant de devenir une espèce protégée. Elfrida Clagg, chef du Conseil des sorciers vers le milieu du XIVe siècle, rendit illégale l'utilisation de cet oiseau et entreprit de le faire remplacer par un objet mécanique s'en inspirant. Le « Vif d'or », balle dorée métallique aux ailes d'argent, est alors inventé par un ensorceleur de métaux originaire de Godric's Hollow, Bowman Wright. Réglé à sa conception pour ne pas sortir des limites du terrain, le Vif d'or imite alors le comportement du vivet en vol et pèse rigoureusement le même poids.

## Règles
Elles ont été établies en 1750 par le Département des jeux et sports magiques.
1. Si un joueur dépasse les limites du terrain, le souafle revient à l'équipe adverse. Il n'y a pas de limite d'altitude[17].
2. Seule la période de temps mort permet aux joueurs de poser le pied à terre. Cette période, demandée par le capitaine d'une équipe à l'arbitre, peut durer jusqu'à deux heures si le match a déjà duré douze heures. Passé ce délai, l'équipe qui ne revient pas sur le terrain est disqualifiée[18].
3. L'arbitre peut déclarer un penalty contre une équipe. Seul le gardien de cette équipe et un poursuiveur de l'équipe adverse sont alors autorisés à jouer sur ce penalty[18].
4. Le souafle peut être pris des mains d'un autre joueur. En aucune autre circonstance les joueurs ne devront avoir de contact physique[18].
5. En cas de blessure, aucun remplacement de joueur ne sera effectué[18].
6. Les baguettes magiques, autorisées sur le terrain depuis 1692[18] par la Confédération internationale des mages et sorciers, ne doivent pas être utilisées contre l'équipe adverse, l'arbitre, les balles ou encore la foule[18].
7. Le match de Quidditch se termine lorsque le Vif d'or a été attrapé ou par consentement mutuel des deux capitaines d'équipe[18]. Il n'y a pas de limite de durée de jeu : le record selon Olivier Dubois étant de trois mois[11].

Le Quidditch à travers les âges répertorie environ sept cents fautes différentes, comme le « Boutenchoc » (un joueur provoquant intentionnellement une collision avec un joueur de l'équipe adverse ; le « Hochequeue » (un joueur attrapant la queue du balai adverse pour le ralentir) ou encore le « Pincevif » (lorsqu'un membre de l'équipe, autre que l'Attrapeur, touche le Vif d'or).

## Figures techniques
Le Quidditch à travers les âges mentionne plusieurs figures techniques. Les plus notables sont l'« Attaque en faucon », lorsque les poursuiveurs se placent les uns derrière les autres en triangle et volent ensemble vers les buts, incitant les joueurs adverses à s’écarter ; la « Feinte de Porskoff », lorsqu'un poursuiveur en possession du souafle vole en chandelle, faisant croire qu'il va marquer un but, et qu'au lieu de ceci, il lance alors le souafle à un coéquipier au-dessus de lui, ou encore la « Feinte de Wronski », lorsque l’Attrapeur plonge en piqué pour faire croire à l'Attrapeur adverse qu'il aperçoit le Vif d'or, avant de remonter en chandelle au dernier moment tandis que l'Attrapeur adverse, surpris, s'écrase le plus souvent. D'autres figures sont également décrites dans le jeu vidéo Harry Potter : Coupe du monde de quidditch, comme la « Fourberie de Finbourgh », la « Charge de Chelmondisto » ou le « Plongeon de Dionysos ».

## Le Quidditch à Poudlard
Chaque année, à Poudlard, l'école des sorciers, un tournoi est organisé entre les quatre maisons (Gryffondor, Serdaigle, Poufsouffle, Serpentard). Six matchs ont lieu par an (sauf pendant la quatrième année d'étude de Harry, à cause du tournoi des Trois Sorciers, ainsi qu'en deuxième année où le tournoi fut annulé à cause des événements liés à la Chambre des secrets). La maison qui remporte le plus de matchs gagne la coupe de Quidditch.

### Résultats des tournois
|           | Équipe gagnante | Équipe finaliste | Événements notables |
| --------- | --------------- | ---------------- | --- |
| 1re année | Serdaigle       | Gryffondor       | C'est la première fois qu'un élève de première année est autorisé à jouer au quidditch depuis un siècle. Harry ne joue pas le dernier match car il est à l'infirmerie à la suite de sa confrontation avec Voldemort. Gryffondor connaît sa plus grande défaite depuis trois cents ans. |
| 2e année  | -               | -                | Coupe non délivrée à cause des événements de la Chambre des secrets. |
| 3e année  | Gryffondor      | Serpentard       | Des détraqueurs arrivent sur le terrain. Le Nimbus 2000 de Harry est détruit par le Saule cogneur. Premier tournoi gagné par Gryffondor depuis l'arrivée de Harry. Olivier Dubois quitte Poudlard.                                                                                     |
| 4e année  | -               | -                | Saison annulée en raison du Tournoi des Trois Sorciers. |
| 5e année  | Gryffondor      | Serpentard       | Harry, Fred et George sont bannis de l'équipe de Quidditch par Dolores Ombrage. |
| 6e année  | Gryffondor      | Serdaigle        | Harry est capitaine de l'équipe de Quidditch. Il n'a pas joué le match final pour cause de retenue avec Rogue. |
| 7e année  | -               | -                | Harry, Ron et Hermione ne sont plus à Poudlard. Le résultat est inconnu. |

## Quidditch professionnel
Le Quidditch a aussi une renommée internationale comme en témoigne la Coupe du monde de Quidditch dans Harry Potter et la Coupe de feu. Un des joueurs les plus connus, est Viktor Krum, attrapeur au sein de l'équipe de Bulgarie.

### Clubs
De très nombreux clubs du monde entier sont mentionnés dans Le Quidditch à travers les âges. Parmi les plus notables (également mentionnés dans Harry Potter) se trouvent les Canons de Chudley (équipe favorite de Ron Weasley), les Harpies de Holyhead (équipe rejointe par Ginny Weasley après ses études), le Club de Flaquemare (rejoint par Olivier Dubois), les Tornades de Tutshill (équipe favorite de Cho Chang et probable clin d’œil de J. K. Rowling à son village de résidence dans les années 1970) ou encore les Frelons de Wimbourne.
Plusieurs noms de joueurs de clubs sont restés célèbres chez les sorciers. Par exemple, Roderick Plumpton, ancien capitaine et attrapeur des Tornades de Tutshill, a occupé vingt-deux fois le poste d’attrapeur dans l’équipe d’Angleterre. Il détient le record de la capture du vif en trois secondes et demie, en 1921. La poursuiveuse russe Petrova Porskoff, et Josef Wronski, attrapeur polonais des Gordzisk Goblins, ont tous deux inventé les célèbres feintes qui portent respectivement leur nom. Ludovic Verpey, qui fut autrefois batteur de l'équipe des Frelons de Wimbourne, est devenu directeur du département des jeux et sports magiques du ministère. Gwenog Jones, la capitaine de l'équipe des harpies de holyhead, est mentionnée dans Harry Potter et a été élève dans la classe d'Horace Slughorn.

### Équipes nationales
L'équipe de Bulgarie, composée de Zograf, Volkov, Ivanova, Dimitrov, Levski, Vulchanov et Krum, représente une sélection des meilleurs joueurs bulgares de Quidditch. Elle joue habituellement en robe rouge. Elle fait partie des meilleures équipes nationales, et possède un attrapeur vedette en la personne de Viktor Krum. Finaliste de la 422e Coupe du monde de Quidditch en 1994, elle a été battue par l'équipe d'Irlande mais Viktor Krum a tout de même sauvé l'honneur en attrapant le Vif d'or, permettant à son équipe de ne perdre que de dix points d'écart. Viktor Krum est l'attrapeur très jeune et populaire de cette équipe.
L'équipe de Quidditch d'Irlande, composée lors de la Coupe du monde de Connolly, Ryan, Troy, Mullet, Morane, Quigley et Lynch, joue habituellement en robe verte. En 1994, elle a écrasé le Pérou en demi-finale de la Coupe du monde de Quidditch, puis a été sacrée championne du monde en battant la Bulgarie en finale 170 à 160. Darren O’Hare, gardien des Kenmare Kestrels de 1947 à 1960 et trois fois capitaine de l’équipe nationale d’Irlande pour la coupe du monde de Quidditch, a inventé l’« attaque en faucon » l'ayant rendu célèbre.
L'équipe du Pérou est considérée comme la meilleure d'Amérique du Sud et devrait être la première équipe sud-américaine à remporter la Coupe du monde de Quidditch.
Parmi les autres équipes se trouvent notamment les équipes de Norvège, du Brésil, de Haïti, d'Ouganda, d'Allemagne, du Pays de Galles et du Japon.

### Compétitions
La coupe du monde se déroule tous les quatre ans. C'est l'évènement le plus célèbre chez les sorciers. Quant à la coupe d’Europe, elle se déroule tous les trois ans.
Une course annuelle de balai se déroule en Suède. La première s’est disputée au Xe siècle ; elle consistait en un parcours de cinq cents kilomètres séparant Kopparberg et Arjeplog, comprenant notamment la traversée d'une réserve de dragons, d'où la forme du trophée décerné au vainqueur : un suédois à museau court.

#### Coupe du monde
La première édition a lieu en 1473 et restera dans les mémoires de par la violence de sa finale : toutes les brutalités excessives qui y ont été commises ont par la suite été interdites, constituant ainsi la liste exhaustive des fautes dans les règles du quidditch.
La 422e édition de la coupe du monde, décrite dans Harry Potter et la Coupe de feu, se dispute en 1994, en Grande-Bretagne (Angleterre),. La finale voit s'affronter l'Irlande et la Bulgarie. Le célèbre attrapeur bulgare Viktor Krum met fin au match en attrapant le Vif d'or ; le jeu se termine alors sur un score de 170 à 160 en faveur de l'Irlande. Il est plutôt rare que l'équipe qui a attrapé le Vif ne soit pas victorieuse.
Lors de cette coupe du monde, un immense stade de 100 000 places (décrit comme « pouvant contenir une dizaine de cathédrales ») est conçu spécialement par les sorciers de Grande-Bretagne, pays hôte de cette 422e édition. Pour s'assurer que les Moldus ne le détectent pas, un sortilège repousse-moldu est mis en place autour du stade, faisant croire à tous les Moldus s'approchant trop près qu'ils doivent repartir au plus vite pour un rendez-vous urgent. Pour s'y rendre, les sorciers peuvent transplaner, utiliser des moyens de transports moldus ou l'un des 200 portoloins disposés dans toute la Grande-Bretagne pour l'occasion.
Une 427e édition est décrite sur Pottermore par J. K. Rowling par l'intermédiaire de la reporter Ginny Potter de La Gazette du Sorcier. Elle se serait disputée en 2014, dans le désert de Patagonie, avec une finale opposant le Brésil et la Bulgarie.

## Adaptations

### Quidditch moldu

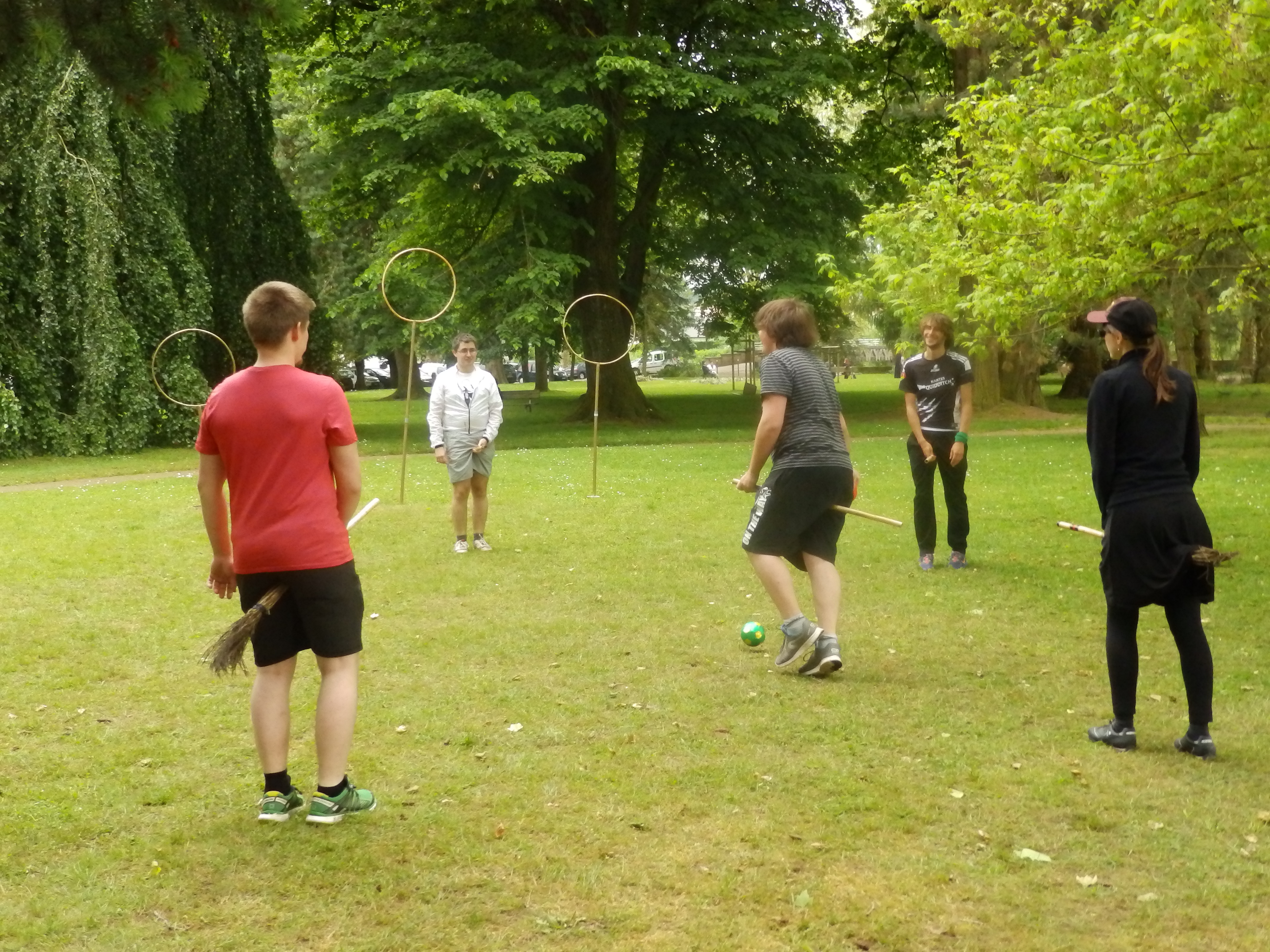
Démonstration de quidditch moldu par l'association Lorraine quidditch, lors de la 15e édition du festival des mondes imaginaires Les Imaginales (Épinal).

En 2005, un groupe d'étudiants de l'université de Middlebury (États-Unis) décide d'adapter le Quidditch pour des joueurs dépourvus de pouvoirs magiques. Le sport qu'ils créent prend de plus en plus d'ampleur, et est incorporé à certains programmes scolaires comme dans certaines écoles du Pays de Galles.
Aujourd'hui, le quidditch moldu, a gagné en popularité dans de nombreux pays du monde, au point que des équipes nationales ont vu le jour.

### Jeu vidéo
- Harry Potter : Coupe du monde de quidditch est un jeu vidéo sorti sur plusieurs consoles et centré sur le Quidditch.
- Harry Potter : Champions de Quidditch (en) est un autre jeu vidéo multiconsoles également centré sur ce sport.